# 席莫斯

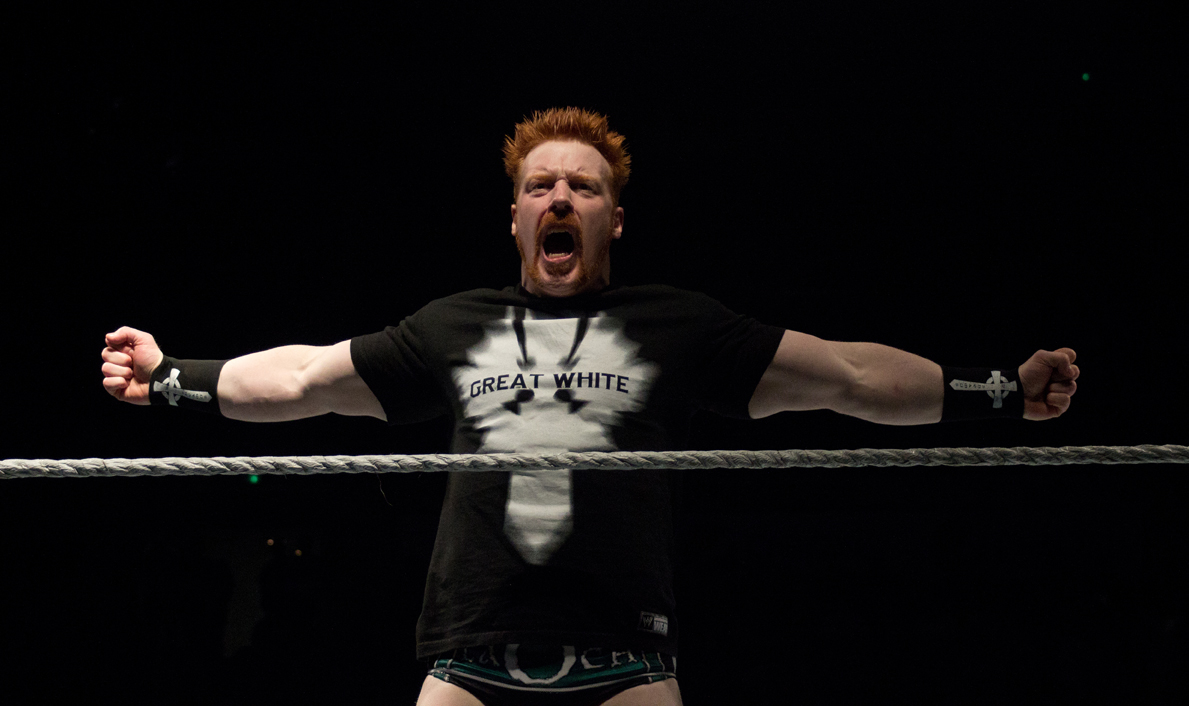
席莫斯

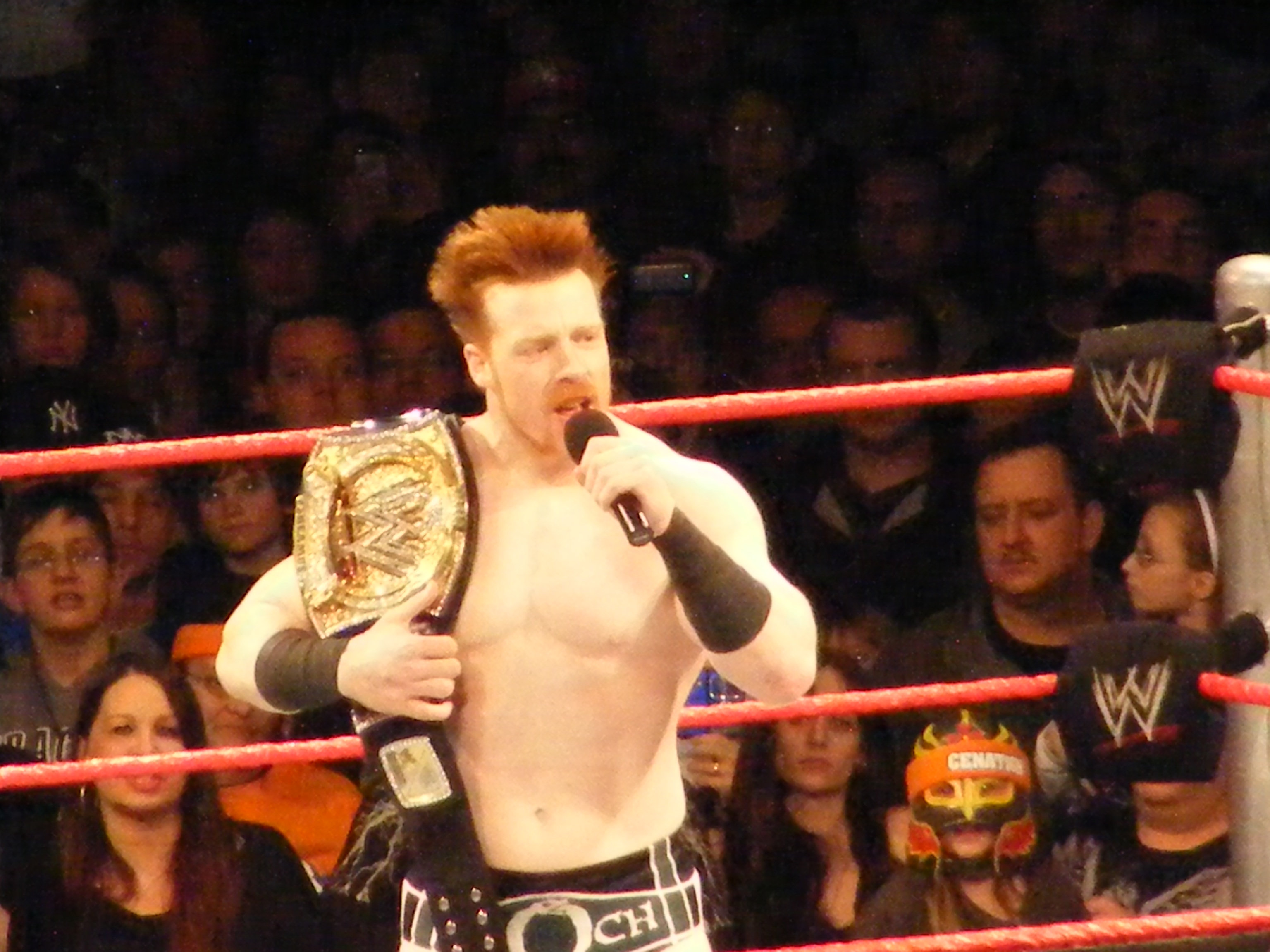
席莫斯與WWE冠軍腰帶

席莫斯（英語：Sheamus，1978年1月28日—），本名史蒂芬·歐·法雷爾，是愛爾蘭職業摔角選手及演員，綽號為「愛爾蘭戰士」。目前受聘於世界摔角娛樂並在Raw品牌上亮相。
在席莫斯的摔角事業中，席莫斯單打時期拿過三次WWE冠軍、一次世界重量級冠軍、三次WWE美國冠軍、三次WWE雙打冠軍、一次皇家大戰獲勝者（2012年）、一次擂台之王獲勝者（2010年）及一次公事包大戰獲勝者（2015年）。
曾經與「瑞士超人」安东尼奥·希萨罗組成雙打團隊。從一開始的互看不順眼，甚至打比賽時另一人還在玩手機，到如今默契已非比尋常，總計贏得四次WWE Raw雙打冠軍及一次SmackDown雙打冠軍。

## 冠軍及成就
- 職業摔角畫報
  - PWI 500排名第5（2012年）
- 世界摔角娛樂
  - WWE冠軍（三次）
  - 世界重量級冠軍（一次）
  - WWE美國冠軍（三次）
  - WWE Raw雙打冠軍（四次）– 與希薩羅
  - WWE SmackDown雙打冠軍（一次）– 與希薩羅
  - 擂台之王（2010年）
  - 皇家大戰（2012年）
  - 公事包大戰（2015年）

## 外部連結
- 席莫斯的X（前Twitter）（英文）